# Macitentan
Macitentan, vendido bajo la marca Opsumit, es un medicamento utilizado para tratar la hipertensión arterial pulmonar . Puede usarse solo o con inhibidores de la PDE5 o prostanoides, y se toma por vía oral.
Los efectos secundarios comunes incluyen niveles bajos de glóbulos rojos, dolor de cabeza y dolor de garganta;  otros efectos secundarios incluyen problemas hepáticos, infertilidad y edema pulmonar . El uso durante el embarazo puede dañar al bebé. Es un antagonista del receptor de endotelina que ayuda a ensanchar las arterias de los pulmones.
Macitentan fue aprobado para uso médico en los Estados Unidos y Europa en 2013. La aprobación para una versión genérica se otorgó en el 2021. En el Reino Unido, un mes de medicación le cuesta al NHS alrededor de 2300 libras esterlinas en 2021. En Estados Unidos esta cantidad cuesta unos 11.000 dólares estadounidenses.